# ポルトガル・ポルト市国際音楽コンクール
ポルト市国際音楽コンクール (Concours International de Musique de la Ville de Porte) は、ポルトガルポルトで1983年より毎年10月に開催されていたヨーロッパの国際ピアノ音楽コンクールの一つ。スイス、ジュネーブの国際音楽コンクール連盟に1992年から登録されていた。坂井千春、セルゲイ・タラソフ、樋口あゆ子（1993年）、泉ゆりの、菊地裕介（2003年）などがこれまでに優勝していた。
予算難で第26回の2010年を最後に閉会。ポルトで行われている「聖チェチリア国際音楽コンクール」はこの後継ではない。

## 優勝者一覧(抜粋)
- 1987年 - 坂井千春
- 1993年 - 樋口あゆ子
- 1997年 - Tamari Gurevitch
- 1998年 - Andrey Shibko[2]
- 2000年 - ジュセッペ・アンダローロ
- 2001年 - セルゲイ・タラソフ
- 2002年 - 泉ゆりの
- 2003年 - 菊地裕介
- 2004年 - キム・テ・ヒュン
- 2005年 - エフゲニー・スタロドゥブチェフ
- 2006年 - イ・ジュン・ウン
- 2007年 - ダニール・ツベトコフ
- 2008年 - ス・リ・チュン
- 2009年 - 開催なし
- 2010年 - コンスタンチン・セミラコフス[3]